# Who's Next
| Đánh giá chuyên môn       | Đánh giá chuyên môn |
| Nguồn đánh giá            | Nguồn đánh giá      |
| Nguồn                     | Đánh giá            |
| ------------------------- | ------------------- |
| Allmusic                  | [ 2 ]               |
| Blender                   | [ 3 ]               |
| BBC Music                 | (rất tích cực)      |
| Robert Christgau          | A}                  |
| PopMatters                | (rất tích cực)      |
| Rolling Stone             | (rất tích cực)      |
| Rolling Stone Album Guide | [ 8 ]               |
| Sputnikmusic              | [ 9 ]               |

Who's Next là album phòng thu thứ năm của ban nhạc rock nước Anh The Who. Nó được phát hành vào ngày 31 tháng 7 năm 1971 bởi Decca Records và MCA tại Mỹ và 25 tháng 8 năm 1971 tại Anh bởi Track and Polydor. Who's Next là một album thành công lớn khi nó được phát hành, và đã được chứng nhận ba lần Bạch kim của RIAA.

## Danh sách ca khúc
Tất cả các ca khúc được viết bởi Pete Townshend, các sáng tác khác ghi chú bên (Tunes Towser giữ bản quyền toàn bộ).
Mặt A
- "Baba O'Riley" – 5:11
- "Bargain" – 5:33
- "Love Ain't for Keeping" – 2:12
- "My Wife" (John Entwistle) – 3:41
- "The Song Is Over" – 6:16

Mặt B
- "Getting in Tune" – 4:50
- "Going Mobile" – 3:42
- "Behind Blue Eyes" – 3:43
- "Won't Get Fooled Again" – 8:32

## Phim ảnh
Bài hát "Won't Get Fooled Again" được chọn làm nhạc nền chính cho loạt phim trinh thám ăn khách CSI: Miami năm 2002. Năm 2004 "Baba O'Riley" tiếp tục được chọn làm nhạc nền cho bộ phim CSI: New York như một truyền thống của bộ ba phim trinh thám CSI. Loạt phim chính: CSI dùng bài hát "Who are you" cũng của nhóm The Who làm nhạc nền.

## Xếp hạng
Album
| Bảng xếp hạng (1971)      | Vị trí cao nhất |
| ------------------------- | --------------- |
| US Billboard 200          | 4               |
| Canada RPM100 Albums      | 5               |
| Anh (Top 40 Albums)       | 1               |
| Pháp (InfoDisc)           | 2               |
| Phần Lan (Top 100 Albums) | 4               |
| Na Uy (VG-lista)          | 6               |
| Pháp (Top 200 Albums)     | 157             |

Đĩa đơn
| Đĩa đơn                  | BXH (1971)          | Vị trí cao nhất |
| ------------------------ | ------------------- | --------------- |
| "Behind Blue Eyes"       | Billboard Hot 100   | 34              |
| "Won't Get Fooled Again" | Billboard Hot 100   | 15              |
| "Won't Get Fooled Again" | UK Singles Chart    | 9               |
| "Won't Get Fooled Again" | Netherlands Top 100 | 8               |
| "Baba O'Riley"           | Netherlands Top 100 | 11              |

## Chứng nhận
| Tổ chức     | Mức        | Ngày        |
| ----------- | ---------- | ----------- |
| RIAA – U.S. | Vàng       | 16 /9/ 1971 |
| RIAA – U.S. | Bạch kim   | 8 /2/ 1993  |
| RIAA – U.S. | 3xBạch kim | 8 /2/ 1993  |